# كورنوال الجنوبية الشرقية (دائرة انتخابية في المملكة المتحدة)
كورنوال الجنوبية الشرقية (بالإنجليزية: South East Cornwall)‏ هي إحدى الدوائر الانتخابية في المملكة المتحدة الممثلة في مجلس العموم في برلمان المملكة المتحدة.
عضو البرلمان الذي يمثلها حالياً هو :Mr Colin Breed (LD).